# Grüne Jararaca
Die Grüne Jararaca (Bothrops bilineatus, Syn.: Bothriopsis bilineata) ist eine Vipernart aus der Unterfamilie der Grubenottern und zählt zur Gattung der Amerikanischen Lanzenottern (Bothrops).

## Merkmale
Bothrops bilineatus erreicht eine Gesamtlänge zwischen 80 und 120 cm. Der Körper ist schlank, aber kräftig. Der Schwanz ist als Greifschwanz ausgeprägt. Der Kopf breit, bei Aufsicht dreieckig geformt und deutlich vom Hals abgesetzt. Das Auge ist gelblichgrün bis dunkelgrün und besitzt eine bei Lichteinfall vertikal geschlitzte Pupille. Die Grundfärbung des Körpers ist grün bis bläulich-grün. Entlang der Seiten der Rückenmitte zeichnen sich circa 40 goldgelbe, kleine Flecken ab, welche jeweils von wenigen (meist 2) entsprechend gefärbten Schuppen gebildet werden. Seitlich des Körpers über die Paraventralschuppen (Flankenschuppenreihe am Übergang zu den Bauchschilden) zeichnet sich je ein gelblicher Streifen ab. Hierauf bezieht sich das Artepitheton „bilineatus“ (lat. „bi“ – „zwei“, „lineatus“ – „gestreift“, ein Streifen je Körperseite). Die Unterart Bothrops bilineatus smaragdinus besitzt zudem zahlreiche kleine Pünktchen auf den Schuppen von Kopf und Körper. Der Giftapparat besteht aus seitlich des Schädels befindlichen Giftdrüsen (spezialisierte Speicheldrüsen) und im vorderen Oberkiefer befindlichen, beweglichen Fangzähnen (solenoglyphe Zahnstellung).

### Pholidose
Die Pholidose (Beschuppung) zeigt folgende Merkmale:
- 7 bis 9 Oberlippenschilde (Supralabialia),
- 8 bis 12 Unterlippenschilde (Scuta sublabialia),
- Scuta ocularia:
  - 2 Vorderaugenschilder (Scuta präocularia),
  - 2 Hinteraugenschilder (Scuta postocularia),
- Schuppen der Schläfen schwach gekielt,
- 23 bis 35 Reihen längliche und gekielte Rumpfschuppen (Scuta dorsalia),
- 192 bis 220 Bauchschilde (Scuta ventralia), geteilt, teils ungeteilt, und
- 55 bis 76 Unterschwanzschilde (Scuta subcaudalia).

## Systematik
Die Erstbeschreibung erfolgte im Jahr 1821 durch den Naturforscher Maximilian zu Wied-Neuwied unter der Bezeichnung Cophias bilineatus. Die Art wurde lange, und wird teils auch aktuell (Stand: 2018) noch, als Bothriopsis bilineata der Gattung Bothriopsis zugeordnet. Die exakte Systematik bzw. Kladistik der Gattungen Bothrops und Bothriopsis ist Gegenstand der Forschung und nicht abschließend geklärt. Somit ist der Status von Bothrops bilineatus ebenfalls relativ unsicher. Starace (1998), Feio & Caramaschi (2003), Claessen (2006) und Carrasco et al. (2012) führten die Grüne Jararaca innerhalb der Gattung Bothrops. Fenwick et al. (2009) und Wallach et al. (2014) listeten die Art im Rahmen einer Aufspaltung der Gattung Bothrops, unter anderem auf Basis molekularbiologischer Untersuchungen, als Bothriopsis bilineata.
Es werden zwei Unterarten aufgeführt:
- Bothrops bilineatus bilineatus (Wied 1821)
- Bothrops bilineatus smaragdinus Hoge 1966

## Verbreitung
Das Verbreitungsgebiet umfasst innerhalb Südamerikas Areale in Brasilien (Bahia, Minas Gerais, Amazonas, Mato Grosso, Rondônia, Espírito Santo und weitere), Venezuela, Kolumbien, Ecuador, Bolivien, Peru, Guyana, Surinam und Französisch-Guyana. Die besiedelten Biotope werden von feucht-tropischen Wäldern dargestellt. Regelmäßig wird die Art in Palmen wie Cocos bothryophora oder Diplothenium caudescens angetroffen.

## Lebensweise

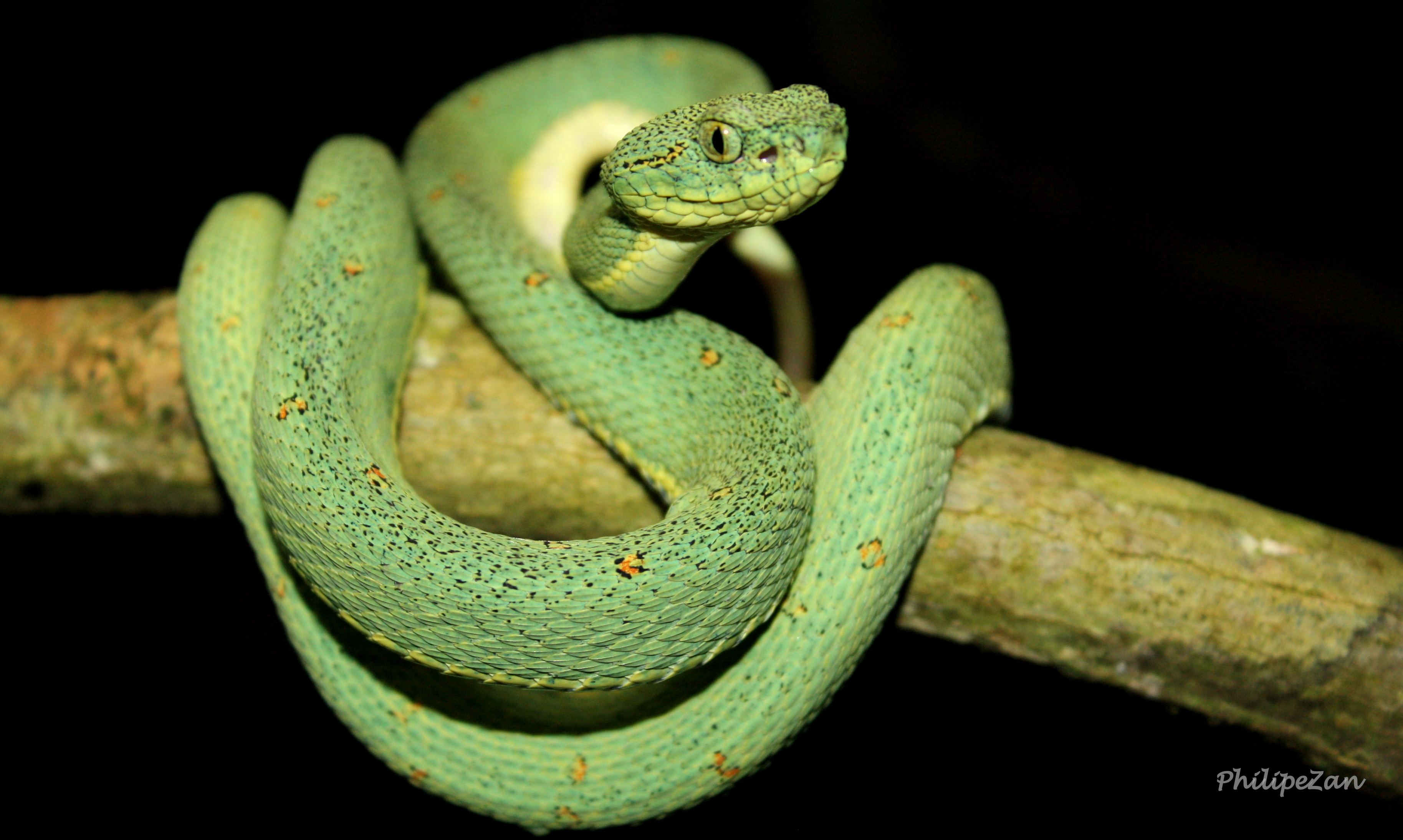
Bothrops bilineatus; Grubenorgan zwischen Auge und Nasenloch gut erkennbar

Bothrops bilineatus führt eine kletternde und weitgehend nachtaktive Lebensweise. Selten wird sie in Erdlöchern angetroffen. Oftmals wird die Art im Geäst von Büschen und Bäumen in Höhen bis 3 Meter gefunden. Zum Beutespektrum zählen Froschlurche, kleine Vögel und Säugetiere und Echsen. Nach erfolgtem Giftbiss werden die Beutetiere meist bis zum Eintreten der Immobilisierung zwischen den Kiefern festgehalten. Die Fortpflanzung erfolgt durch Ovoviviparie, also ei-lebendgebärend. Ein Wurf kann 6 bis 12 Jungschlangen umfassen.

## Schlangengift
Das Giftsekret von Bothrops bilineatus enthält unter anderem Fibrinogenasen. Weiterhin sind möglicherweise Cytotoxine, Hämorrhagine (blutgefäßschädigende Metalloproteasen) und Myotoxine enthalten. Als signifikante Symptome einer Intoxikation nach Giftbiss durch Bothrops bilineatus sind lokale Schwellung, Blasenbildung, Nekrose, Koagulopathie und Blutungen zu nennen. Es stehen diverse Antivenine, etwa 'Polyvalent Antivenom' (Instituto Clodomiro Picado, Costa Rica) oder 'Soro antibotropico-laquetico' (Instituto Butantan, Brasilien), für eine Therapie zur Verfügung.
Der Giftbiss der Grünen Jararaca wird als weniger gefährlich eingeschätzt als im Falle einiger verwandter Arten der Gattungen Bothrops und Bothriopsis. Eine rasche ärztliche Begutachtung ist dennoch angeraten, tödliche Intoxikationen durch die Art können nicht ausgeschlossen werden. Aufgrund der kletternden Lebensweise erfolgen Bisse zumeist in Arme, Oberkörper oder Kopfregion.